# Pakhawaj
El pakhawaj o pakhawaj es un instrumento de percusión del norte de la India, de la familia de los membranófonos. Su cuerpo es de barril, y se diferencia del mridangam en que la circunferencia de sus cabezas es más grande. Se toca con las manos. Se utiliza para acompañar piezas antiguas dhrupad y dhammar, en la danza odisi y en la música haveli del Rajastán. 